# لوکاس اسکپانیک
لوکاس اسکپانیک (انگلیسی: Lukas Scepanik؛ زادهٔ ۱۱ آوریل ۱۹۹۴) بازیکن فوتبال است.
از باشگاه‌هایی که در آن بازی کرده‌است می‌توان به باشگاه فوتبال دویسبورگ اشاره کرد.